# Johan van Uffelen

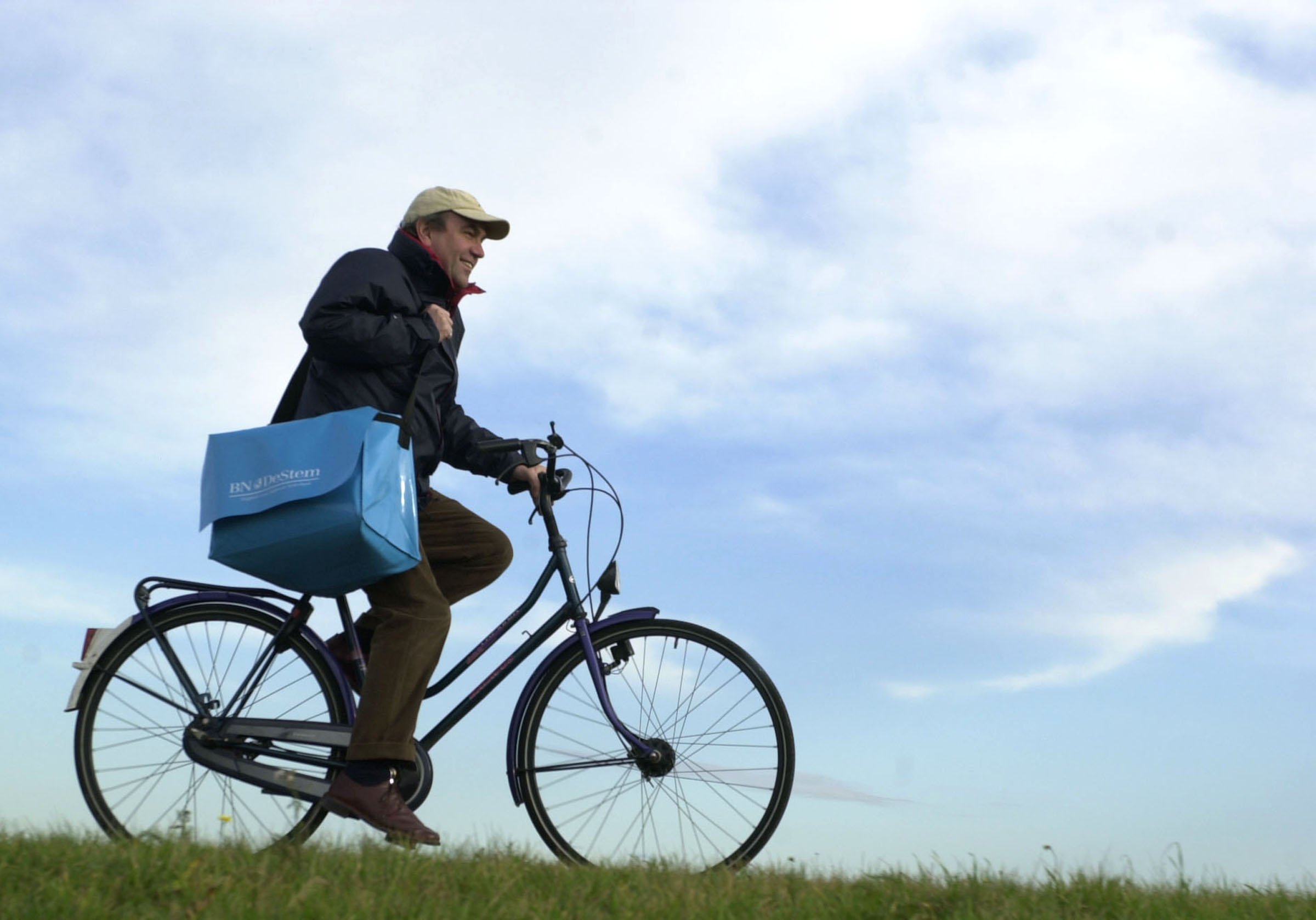
Johan van Uffelen als krantenbezorger

Johan van Uffelen (1954) was van 2001 tot juni 2015 hoofdredacteur van BN/De Stem. Daarvoor was hij onder meer eindredacteur van RTL Nieuws, hoofdredacteur van TV8 en de eerste hoofdredacteur van NU.nl.

## Biografie
Van Uffelen begon zijn journalistieke loopbaan als verslaggever, later eindredacteur en reportageredacteur bij het Brabants Dagblad. In die tijd schreef hij ook een serie over traditionele volksgenezers in Brabant, dat later in boekvorm verscheen: Helers en Heiligen. Later publiceerde hij nog een boek: Mirakelse Praktijken. 
Achtereenvolgens werd hij programmaleider en studio-manager bij Omroep Brabant, eindredacteur-programma-maker van de  radio-uitzendingen voor Europa en de wereld bij de Wereldomroep en eindredacteur van de televisie-Journaals van RTL. 
Hij keerde terug naar Brabant als directeur-hoofdredacteur van het eerste commerciële regionale televisiestation van Nederland onder de vlag van uitgeversconcern VNU: TV8 Brabant (AT5 bestond al wel als commerciële zender, maar was op de stad Amsterdam gericht). Na een fusie van het populaire TV8 met de publieke zender Omroep Brabant werd Van Uffelen de eerste hoofdredacteur van de landelijke nieuwssite www.nu.nl. Daarnaast was hij directeur van het Internet Pers Bureau (IPB), dat zich vooral bezighield met de verkoop van content aan websites van met name telecombedrijven en providers.
In 2001 volgde de overstap naar dagblad BN/De Stem. Deze krant werd ook door zijn toedoen zeer actief op multimediaal gebied.  De krant was inmiddels eigendom van Wegener. Van Uffelen werd in het veranderende medialandschap geconfronteerd met een heftige periode van bezuinigingen en inkrimpingen. 
In die tijd ondernam hij niettemin meerdere acties om Brabant aan een volkslied te helpen, nog de enige provincie zonder officieel volkslied. 
In juni 2015 is Van Uffelen, na bijna vijftien jaar, teruggetreden als hoofdredacteur van BN DeStem. De krant was overgenomen door de Belgische Persgroep en hij wilde 'terug in het ambacht'. Hij werd rechtbank-verslaggever. 
Hij publiceert voor de Brabantse kranten, het Algemeen Dagblad en andere media.